# Call of Duty: Vanguard
Call of Duty: Vanguard — відеогра у жанрі шутера від першої особи, вісімнадцята у франшизі Call of Duty. Реліз гри відбувся 5 листопада 2021 року на платформах PC, PlayStation 4, PlayStation 5, Xbox One і Xbox Series X/S.

## Геймплей

### Багатокористувацька гра
На старті гри наявні 20 карт: 16 карт для класичного формату 6 на 6 і 4 карти для режиму «вогневий контакт 2x2». Контент з Vanguard інтегрований в Call of Duty: Warzone.

### Зомбі
За розробку режиму зомбі відповідає студія Treyarch. Дії режиму відбувається незадовго до подій карти «Die Maschine» з Call of Duty: Black Ops Cold War.

## Сюжет
Сюжет Call of Duty: Vanguard розгортається під час Другої світової війни. У грі представлені чотири локації військових дій: Західний фронт у Франції, Східний фронт у Сталінграді, Тихоокеанський театр і військова кампанія в Північній Африці.
Пролог. У 1945 році сили Антигітлерівської коаліції просуваються Німеччиною. Міжнародна розвідгрупа «Авангард», шукаючи унтерштурмфюрера Германа Фрайзінгера, проникає на німецький потяг, що везе техніку Вермахту до Гамбурзького порту. Оперативники вступають у бій проти нацистів, а потім займається саботажем відправки техніки та особового складу, поки один з її членів, Вейд Джексон, шукає літак для евакуації свого загону. Оперативники виводять у порту з ладу підводний човен, на якому повинен був евакуюватися сам Фрайзінгер, та через раптовий вибух усі вони непритомніють. Вони, крім Вейда, опиняються в полоні у нацистів, де їх допитує особисто Фрайзінгер, убиваючи при цьому члена загону Новака. Усіх оперативників, крім Вейда, доставляють до штабу Гестапо в Берліні.
Розуміючи, що загін шукав саме його, Фрайзінгер доручає гауптштурмфюреру Яніку Ріхтеру дізнатися хто за цим стоїть. Ріхтер по черзі допитує полонених із «Авангарду». Вебб відмовляється що-небудь розповідати, за що його застрелюють. Під час розповіді Гестапо схоплює також Вейда, якого Ріхтер допитує, щоб скласти загальну картину подій.
Розповідь. Кінгслі. Командир загону Артур Кінгслі, британський десантник, розповідає як познайомився з Веббом під час операції «Тонга» і був завербований Управлінням спеціальних операцій у спецзагін для усунення Фрайзінгера. Ріхтер робить висновок, що операцію організувало британське командування, але не розуміє як воно пов'язане з рештою відомств Антигітлерівської коаліції. Кінгслі обіцяє Ріхтеру жорстоко помститися за вбивство Вебба.
Розповідь Поліни. Поліна Петрова, лейтенант Радянської армії, снайпер у загоні Кінгслі, що пройшла бої в Сталінграді. Вона розповідає як починала службу в Червоній армії у серпні 1942 року медсестрою в Сталінградському польовому шпиталі. Після першої атаки нацистів на місто загинув її батько, відставний радянський снайпер. Озброївшись його гвинтівкою, Поліна рятує від нацистів свого брата Михайла і надихає роз'єднані сили червоноармійців боротися проти нацистів до прибуття основних радянських сил.
У січні 1943 Поліна, доти ставши народною героїнею Сталінградського гарнізону. Вона дізнається, що її батька вбив оберстгруппенфюрер Лео Штайнер, і прагне разом із Михайлом помститися йому. Вони вистежують Лео, але спроба вбивства зривається, позицію атакують великі піхотні з'єднання нацистів. Прикриваючи сестру, Михайло жертвує собою. Поліна самотужки дістається до ставки Штайнера і, знищивши його охорону, збирається убити. Штайнер видає їй ім'я Фрайзінгера як провідного ініціатора атаки на Сталінград, щоб виторгувати свобі життя. Та Поліна все одно вбиває його й обіцяє потім дістатися до нацистського начальства.
Розповідь Вейда. Ріхтер допитує Вейда Джексона, пілота ВМФ США. Спершу, в 1942, Вейд брав участь у битві з японцями при Мідвеї. Наступного року він із бортмеханіком Матео Ернандесом виявляється збитий японцями над Бугенвілем. Виживаючи в джунглях, Вейд і Матео намагаються вибратися з острова, але потрапляють у японський полон. Їх уже готувалися стратити, але обох рятує сержанта Букер та його 93-я піхотна дивізія. Заручившись допомогою пілотів, бійці Букера штурмують укріплений пагорб на острові й захоплюють аеродром. Вейд і Матео викрадають літак A6M Zero, за допомогою якого знищують другу позицію японців і виганяють їх із острова.
Розповідь Лукаса. Лукас Ріггс, підривника з 20-ї піхотної бригади Австралійського експедиційного корпусу, в 1941 під командуванням майора Геммса організовує засідку на танкову колону нацистів. Однак, через некомпетентність Геммса операція опиняється під загрозою зриву. Невеликому загону німців вдається вибратися із засідки і відступити. Переслідуючи їх, Лукас та його напарник Дес Вілмот розкривають місцезнаходження перевалочної бази Вермахту у пустелі. Їхньому загону вдається вчинити саботаж, але Лукас і Дес отримують догану від Геммса за самоправство. Минає півтора роки, в 1942 велика танкова колона британців потрапляє в німецьку засідку під Ель-Аламейном. Лукас і Дес по черзі виводять з ладу нацистську мінометну батарею і укріплення з зенітками, але прибуває підкріпленням Вермахта. Союзна авіація встигає знищити німецькі танки, проте Дес помирає від ран. Його з Лукасом подвиг Геммс приписує собі. За це Лукас привселюдно б'є майора та опиняється під арештом.
Епілог. Ріхтер дізнається про самогубство Гітлера та робить висновок, що Фрайзінгер тримав свою діяльність у таємниці, щоби вчинити заколот і втекти з Німеччини, що вже очевидно програла війну. Ріхтер вирішує скористатися цим, аби забезпечити собі амністію. Він відпускає полонених розвідників, але Кінгслі вбиває його, помстившись за Вебба. Загін озброюється та переслідує Фрайзінгера по Берліну, поки столицю штурмують радянські війська. Фрайзінгер намагається викрасти літак із секретними документами Вермахту. Кінгслі та Поліна вбивають Фрайзінгера і разом з Вейдом та Лукасом захоплюють літак, сподіваючись передати документи британському командуванню. Та Кінгслі натякає, що їхнє завдання на цьому не закінчується.

## Оцінки й відгуки
| Агрегатор  | Оцінка                              |
| ---------- | ----------------------------------- |
| Metacritic | XSXS: 74/100 PS5: 73/100 PC: 72/100 |

| Видання                   | Оцінка |
| ------------------------- | ------ |
| Computer Games Magazine   | 7/10   |
| Electronic Gaming Monthly | [ 10 ] |
| GameSpot                  | 7/10   |
| GamesRadar+               | [ 12 ] |
| Hardcore Gamer            | 4/5    |
| Jeuxvideo.com             | 14/20  |
| PC Gamer (США)            | 60/100 |
| PCGamesN                  | 8/10   |
| Push Square               | [ 17 ] |